# Giant-Shimano/2014

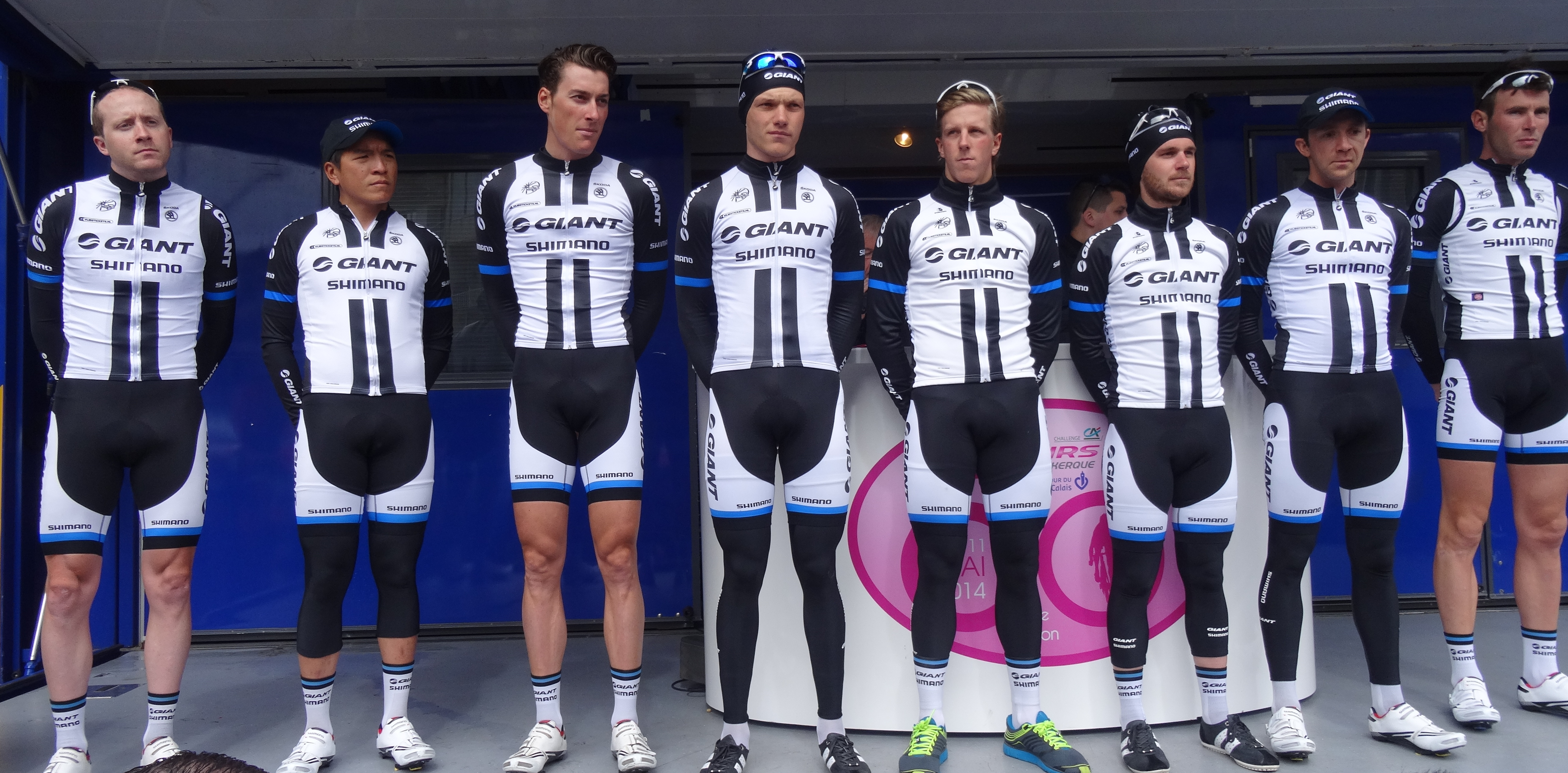
Team Giant-Shimano op 7 mei 2014

Deze pagina geeft een overzicht van de Giant-Shimano-wielerploeg in  2014.

## Algemeen
Sponsors: Giant - Shimano
Algemeen manager: Iwan Spekenbrink
Ploegleiders: Addy Engels, Christian Guiberteau, Rudi Kemna, Marc Reef
Fietsmerk: Giant
Kopmannen: Marcel Kittel, Warren Barguil

## Renners
| Naam                        | Geboortedatum | Nationaliteit    | Ploeg 2013                              |
| --------------------------- | ------------- | ---------------- | --------------------------------------- |
| Jonas Ahlstrand             | 16-02-1990    | Zweden           |                                         |
| Nikias Arndt                | 18-11-1991    | Duitsland        |                                         |
| Brian Bulgaç (vanaf 1-5)    | 07-04-1988    | Nederland        | Lotto-Belisol                           |
| Warren Barguil              | 28-10-1991    | Frankrijk        |                                         |
| Lawson Craddock             | 20-02-1992    | Verenigde Staten | Bontrager Cycling Team                  |
| Roy Curvers                 | 29-12-1979    | Nederland        |                                         |
| Thomas Damuseau             | 18-03-1989    | Frankrijk        |                                         |
| Bert De Backer              | 02-04-1984    | België           |                                         |
| Koen de Kort                | 08-09-1982    | Nederland        |                                         |
| John Degenkolb              | 07-01-1989    | Duitsland        |                                         |
| Dries Devenyns              | 22-06-1983    | België           | Omega Pharma-Quick-Step                 |
| Tom Dumoulin                | 11-11-1990    | Nederland        |                                         |
| Johannes Fröhlinger         | 06-06-1985    | Duitsland        |                                         |
| Simon Geschke               | 13-03-1986    | Duitsland        |                                         |
| Chad Haga                   | 26-08-1988    | Verenigde Staten | Team Optum                              |
| Thierry Hupond              | 10-11-1984    | Frankrijk        |                                         |
| Reinardt Janse van Rensburg | 03-02-1989    | Zuid-Afrika      |                                         |
| Cheng Ji                    | 24-10-1987    | China            |                                         |
| Marcel Kittel               | 11-05-1988    | Duitsland        |                                         |
| Sea Keong Loh               | 02-11-1986    | Maleisië         | OCBC Singapore Continental Cycling Team |
| Tobias Ludvigsson           | 22-02-1991    | Zweden           |                                         |
| Luka Mezgec                 | 27-06-1988    | Slovenië         |                                         |
| Daan Olivier                | 24-11-1992    | Nederland        | Rabobank Development Team               |
| Thomas Peterson             | 24-12-1986    | Verenigde Staten |                                         |
| Georg Preidler              | 17-06-1990    | Oostenrijk       |                                         |
| Ramon Sinkeldam             | 09-02-1989    | Nederland        |                                         |
| Matthieu Sprick             | 29-09-1981    | Frankrijk        |                                         |
| Tom Stamsnijder             | 15-05-1985    | Nederland        |                                         |
| Albert Timmer               | 13-06-1985    | Nederland        |                                         |
| Tom Veelers                 | 14-09-1984    | Nederland        |                                         |
| Stagiairs                   |               |                  |                                         |
| Steven Lammertink           | 04-12-1993    | Nederland        | Cyclingteam Jo Piels                    |
| Fredrik Ludvigsson          | 28-04-1994    | Zweden           | Giant-Shimano Development Team          |

### Vertrokken renners
| Renner            | Team 2014        |
| ----------------- | ---------------- |
| Will Clarke       | Drapac Cycling   |
| Patrick Gretsch   | AG2R-La Mondiale |
| Yann Huguet       | Gestopt          |
| François Parisien | Gestopt          |
| Xing Yan Dong     | Onbekend         |

## Belangrijke overwinningen
Ronde van Dubai
2e etappe: Marcel Kittel
3e etappe: Marcel Kittel
4e etappe: Marcel Kittel
Puntenklassement: Marcel Kittel
Ster van Bessèges
5e etappe: Tobias Ludvigsson
Eindklassement: Tobias Ludvigsson
Puntenklassement: John Degenkolb
Jongerenklassement: Tobias Ludvigsson
Ronde van de Middellandse Zee
1e etappe: John Degenkolb
2e etappe: John Degenkolb
3e etappe: John Degenkolb
Puntenklassement: John Degenkolb
Parijs-Nice
3e etappe: John Degenkolb
Puntenklassement: John Degenkolb
Handzame Classic
Winnaar: Luka Mezgec
Ronde van Catalonië
1e etappe: Luka Mezgec
2e etappe: Luka Mezgec
5e etappe: Luka Mezgec
Internationaal Wegcriterium
2e etappe: Tom Dumoulin
Gent-Wevelgem
Winnaar: John Degenkolb
Ronde van de Sarthe
2e etappe: Jonas Ahlstrand
Scheldeprijs
Winnaar: Marcel Kittel
Vierdaagse van Duinkerke
4e etappe: Thierry Hupond
Ronde van Italië
2e etappe: Marcel Kittel
3e etappe: Marcel Kittel
21e etappe: Luka Mezgec
Ronde van Californië
Jongerenklassement: Lawson Craddock
World Ports Classic
2e etappe: Ramon Sinkeldam
Jongerenklassement: Ramon Sinkeldam
Critérium du Dauphiné
3e etappe: Nikias Arndt
Ronde van België
Jongerenklassement: Tom Dumoulin
GP Kanton Aargau
Winnaar: Simon Geschke
Ster ZLM Toer
2e etappe: Marcel Kittel
Nederlands kampioenschap
Tijdrit: Tom Dumoulin
Tour de France
1e etappe: Marcel Kittel
3e etappe: Marcel Kittel
4e etappe: Marcel Kittel
21e etappe: Marcel Kittel
Eneco Tour
3e etappe: Tom Dumoulin
Puntenklassement: Tom Dumoulin
Ronde van Spanje
4e etappe: John Degenkolb
5e etappe: John Degenkolb
12e etappe: John Degenkolb
17e etappe: John Degenkolb
Puntenklassement: John Degenkolb
Ronde van Alberta
Proloog: Tom Dumoulin
2e etappe: Jonas Ahlstrand
Ronde van Groot-Brittannië
1e etappe: Marcel Kittel
8e etappe (b): Marcel Kittel
Parijs-Bourges
Winnaar: John Degenkolb
Ronde van Peking
1e etappe: Luka Mezgec
Mannen: 1999 · 2000 · 2001 · 2002 · 2003 · 2004 · 2005 · 2006 · 2007 · 2008 · 2009 · 2010 · 2011 · 2012 · 2013 · 2014 · 2015 · 2016 · 2017 · 2018 · 2019 · 2020 · 2021 · 2022 · 2023 · 2024 · 2025
Vrouwen: 2011 · 2012 · 2013 · 2014 · 2015 · 2016 · 2017 · 2018 · 2019 · 2020 · 2021 · 2022 · 2023 · 2024 · 2025
AG2R-La Mondiale · Astana · Belkin Pro Cycling · BMC Racing Team · Cannondale Pro Cycling Team · Team Europcar · FDJ · Garmin Sharp · Giant-Shimano · Katjoesja · Lampre-Merida · Lotto-Belisol · Team Movistar · Omega Pharma-Quick-Step · Orica-GreenEdge · Team Sky · Tinkoff-Saxo · Trek Factory Racing